# Famille von Miltitz
La famille von Miltitz est une famille de la noblesse immémoriale (Uradel) de Saxe. Son nom provient du village de Miltitz, près de Meissen.

## Historique

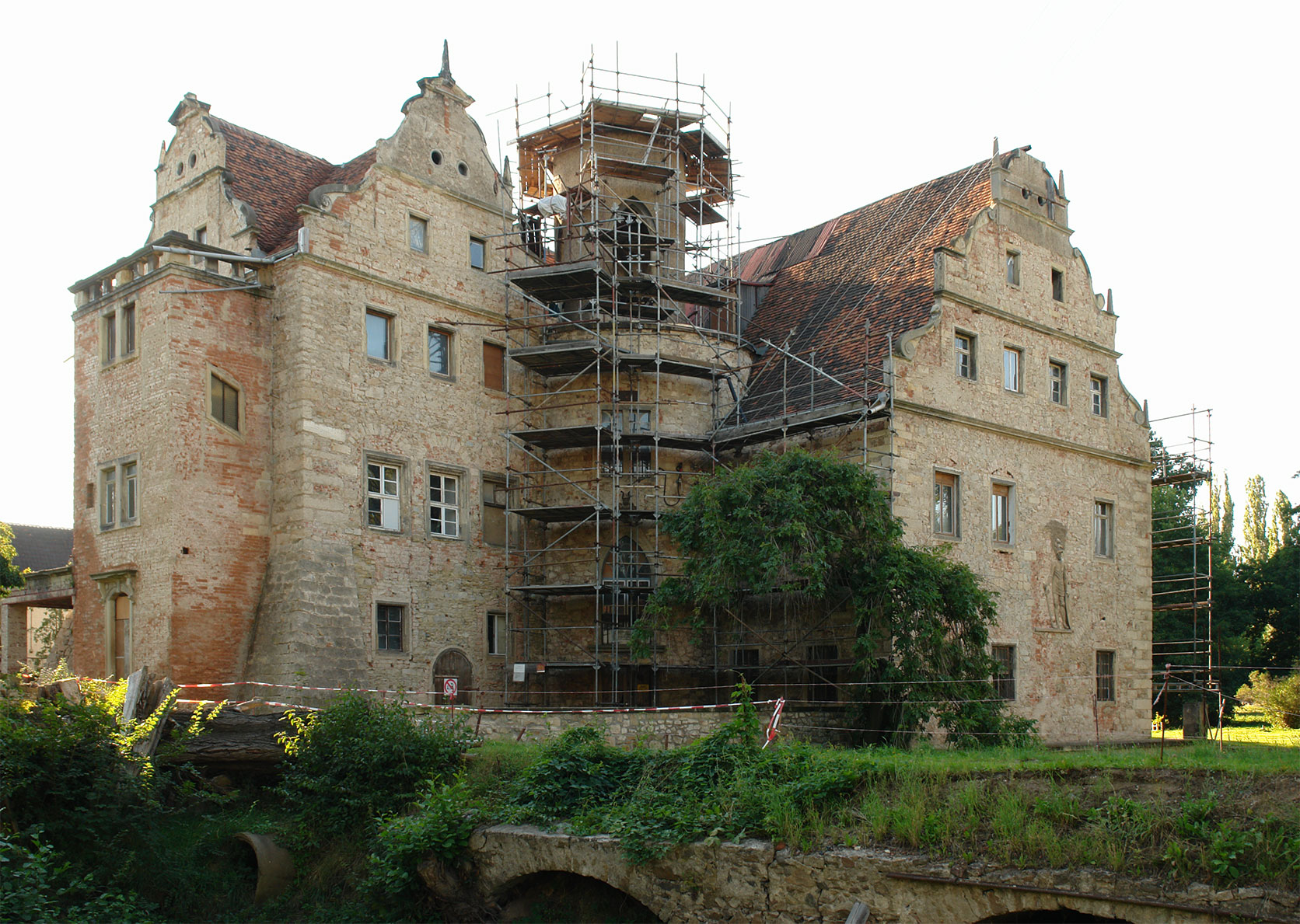
Vue du château d'Oberau.

Un Theodoricus de Miltitz est mentionné en 1186. Johannes de Miltitz est l'ancêtre direct de la famille, cité en 1334. Johann von Miltitz (mort en 1352) est évêque de Naumburg à partir de 1348 et les Miltitz sont chevaliers du diocèse de Nambourg au XVe siècle.
Ils sont élevés au rang de barons du Saint-Empire romain germanique le 25 octobre 1678 à partir de Moritz Heinrich von Militz, seigneur des domaines de Batzdorf et de Robschütz, près de Triebischtal. Il est aussi chambellan à la cour de l'Électeur de Saxe, ministre (conseiller) de la justice et du palais. Le royaume de Saxe confère aussi le titre de baron saxon à Alfred von Militz et ses descendants en 1885. Il est seigneur des terres de Siebeneichen et de Scharfenberg, chambellan et maître de cérémonies à la cour de Dresde.
Parmi les châteaux qui ont appartenu à la famille von Miltitz, on peut citer le château de Scharfenberg, le château de Siebeneichen, le château de Rabenau, le fort de Malter (près de Dippoldiswalde), ainsi que ceux de Batzdorf, d'Oberau ou de Schenkenberg.
La famille partage les mêmes armes que la famille von Maltitz (de).

## Personnalités
- Johann Ier de Miltitz, évêque de Naumbourg de 1348 à 1352.
- Karl von Miltitz (vers 1490-1529), nonce pontifical du temps de Martin Luther[1].
- Dietrich von Miltitz (de) (1769-1853), général de l'armée du royaume de Prusse.
- Karl Borromäus von Miltitz (de) (1782-1845), compositeur et poète.

Ainsi que les membres de la société des fructifiants :
- Dietrich von Miltitz
- Hans Kaspar von Miltitz